# Francesca Caccini

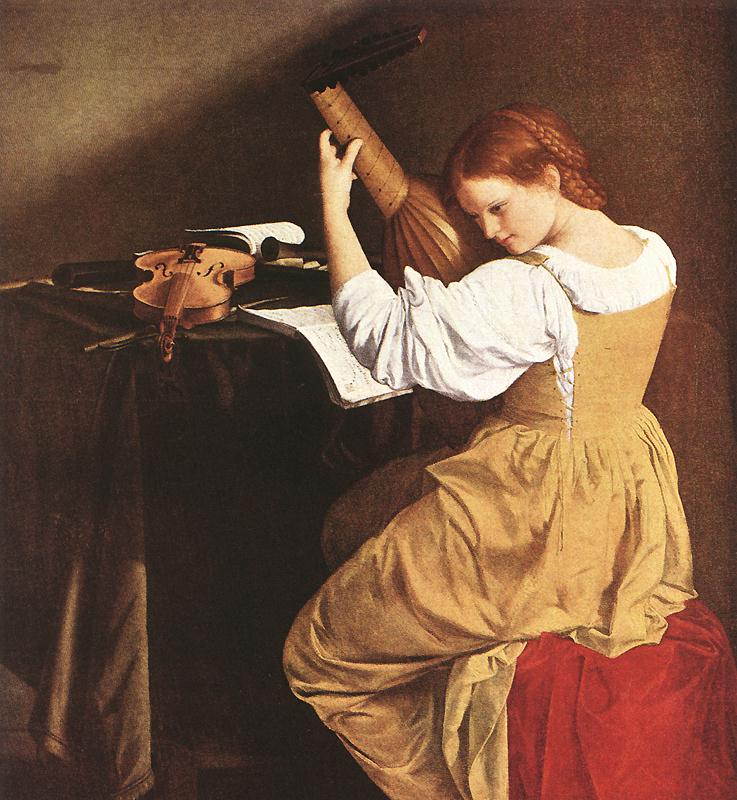
Francesca Caccini spelande luta (målning av Orazio Gentileschi)

Francesca Caccini, kallad ”La Cecchina”, född 18 september 1587 i Florens, död kort efter 1640 i Florens, var en italiensk kompositör och sångerska under barocken.
Hon var dotter till tonsättaren Giulio Caccini. Hon var diktare, sångerska och spelade gitarr, luta och cembalo. Hon turnerade redan som 17-åring och blev särskilt populär hos drottningen Maria av Medici i Frankrike. Hon gifte sig och fick två döttrar som också sjöng vid hovet. Hon var den första kvinnan som skrev opera. Ruggieros befrielse hade premiär redan 1625.
Caccini har en krater på Venus uppkallad efter sig.